# Federico Carlos Gravina y Nápoli
Federico Carlos Duc de Gravina y Nápoli (1756 - 1806) est un amiral italien, qui a participé à toutes les campagnes de la flotte espagnole depuis la guerre d'indépendance américaine, de la guerre hispano-algérienne  jusqu'aux guerres de la période napoléonienne. En dépit de la situation de plus en plus dégradée de la flotte espagnole il s'y est toujours remarquablement distingué. Il aura entre autres commis l'exploit de traverser dans les deux sens onze fois l'Atlantique. Il était entreprenant et auréolé d'un prestige mérité; notamment, Napoléon dira de lui que s'il avait commandé la flotte coalisée en 1805 au lieu du trop prudent amiral Villeneuve, il aurait permis de bousculer la Royal Navy hors de la Manche et l'Angleterre aurait pu être envahie. Il sera mortellement blessé à la bataille de Trafalgar où il tint en vain un rôle majeur.

## Origine: un futur Grand d'Espagne
Né à Palerme le 2 septembre 1756 d'une famille d'origine normande, le futur amiral Gravina était le fils de don Juan de Gravina y Moncada, duc de San Miguel, Grand d'Espagne de Première Classe, mais il passait également pour être le fils de Charles III. Ce dernier, justement, appelé sur le trône d'Espagne, Gravina le suit et fait des études d'abord au Collège Clementine à Rome puis à l'académie des gardes-marines de Carthagène, puis entre dans la marine royale en 1775.

## Premières campagnes pendant la guerre d'indépendance américaine et contre larégence d'Alger
À bord de la frégate Clara, il assiste à la prise de l'île de Santa Catalina par l'escadre de Casa-Tiolly, en 1776. Ayant fait naufrage dans le Rio de la Plata, il rejoint l'Espagne à bord du San Damaso en 1777.

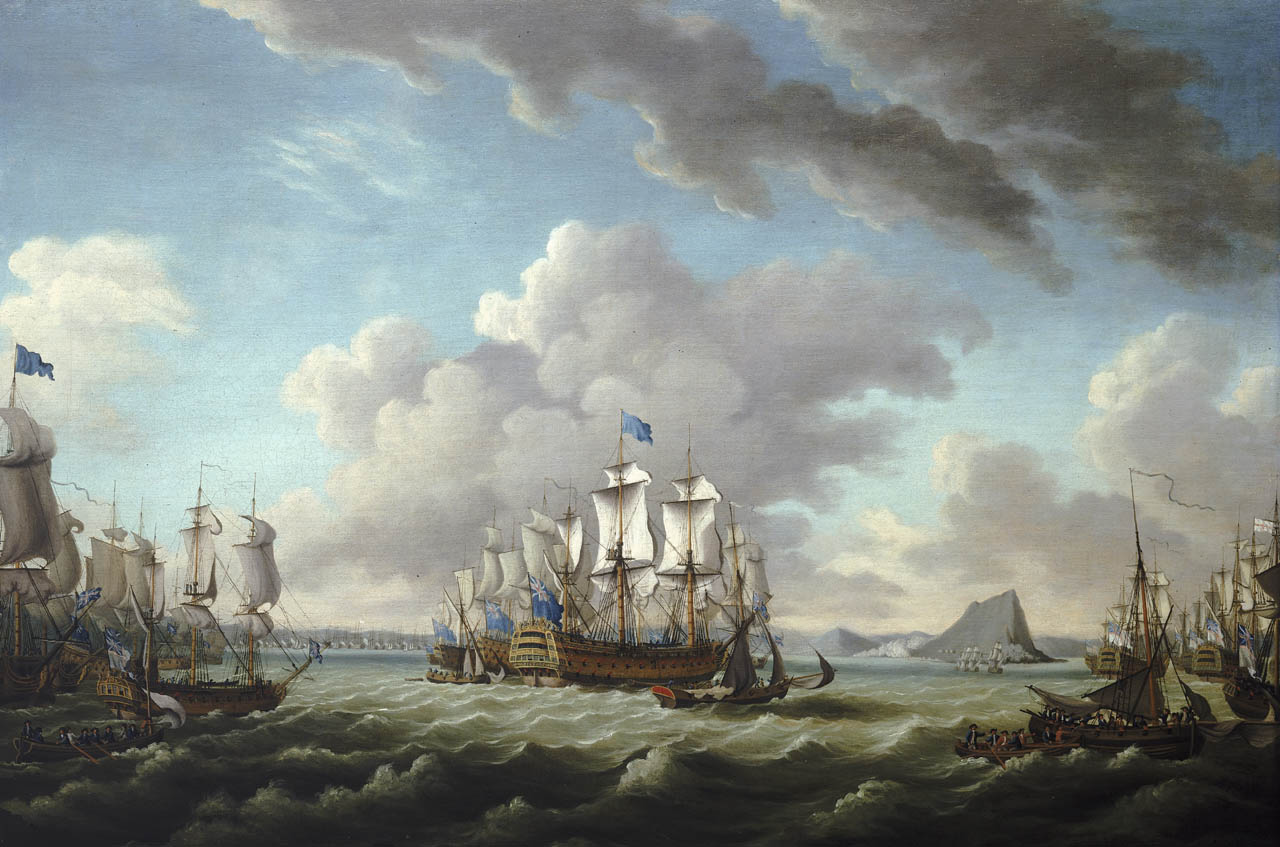
bataille du cap Espartel

À bord du San Louis il participe à la reconquête de Minorque. Puis, aux commandes du San Cristóbal (1780 - 1782), placé sous les ordres du vénérable et hiératique Luis de Córdova y Córdova incapable d'intercepter les convois anglais de ravitaillement, il participe au long et vain Siège de Gibraltar (1779-1783) marqué par l'échec explosif de l'attaque de batteries flottantes.  En 1782, il commande à bord de la Santisima Trinidad, alors le plus grand vaisseau du monde, 130 canons, à la Bataille du cap Spartel (1782). Puis, en 1783 et en 1784 il commande la frégate Juno aux expéditions contre Alger, qui mirent un terme à la piraterie en méditerranée, ou il coule plusieurs navires pirates et capture plusieurs capitaines de marine ottomans.

## Période révolutionnaire: un ennemi de la France…
C'est la guerre contre la France qui va lui permettre, dès 1793, de se faire un nom et une réputation, notamment à l'affaire de Roses, au cours de laquelle, en observation avec trois frégates, il permet, avec le feu de ses canons et de l'artillerie qu'il fait débarquer à la hâte, de repousser les Français sur le point d'envelopper les Espagnols. C'est après cette action d'éclat qu'il est nommé contre-amiral.

## Puis un admirateur et un fidèle allié de Napoléon
La paix entre l'Espagne et la France étant intervenue, la flotte espagnole se range au côté de son homologue française. En 1802, Gravina commande une escadre espagnole qui participe à l'expédition de Saint-Domingue.

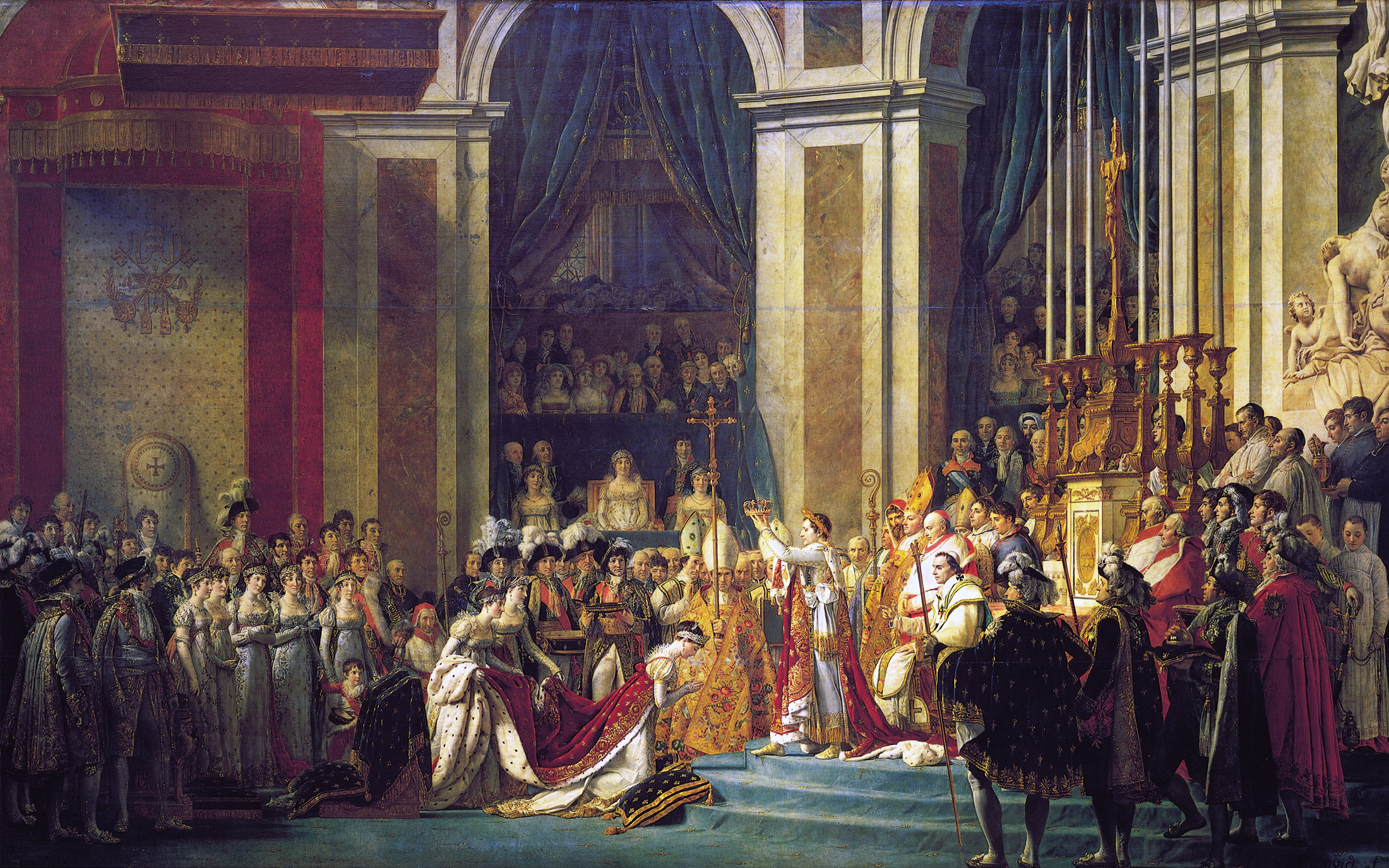
Le Sacre de Napoléon par Jacques-Louis David, peintre officiel de Napoléon Ier

  En mai 1804, il est envoyé à Paris, comme représentant de l'Espagne et, à ce titre, assiste au couronnement de Napoléon, comme ambassadeur de la reine d'Etrurie (sur le tableau de David, on l'aperçoit dans la loge située derrière le pape - à gauche)

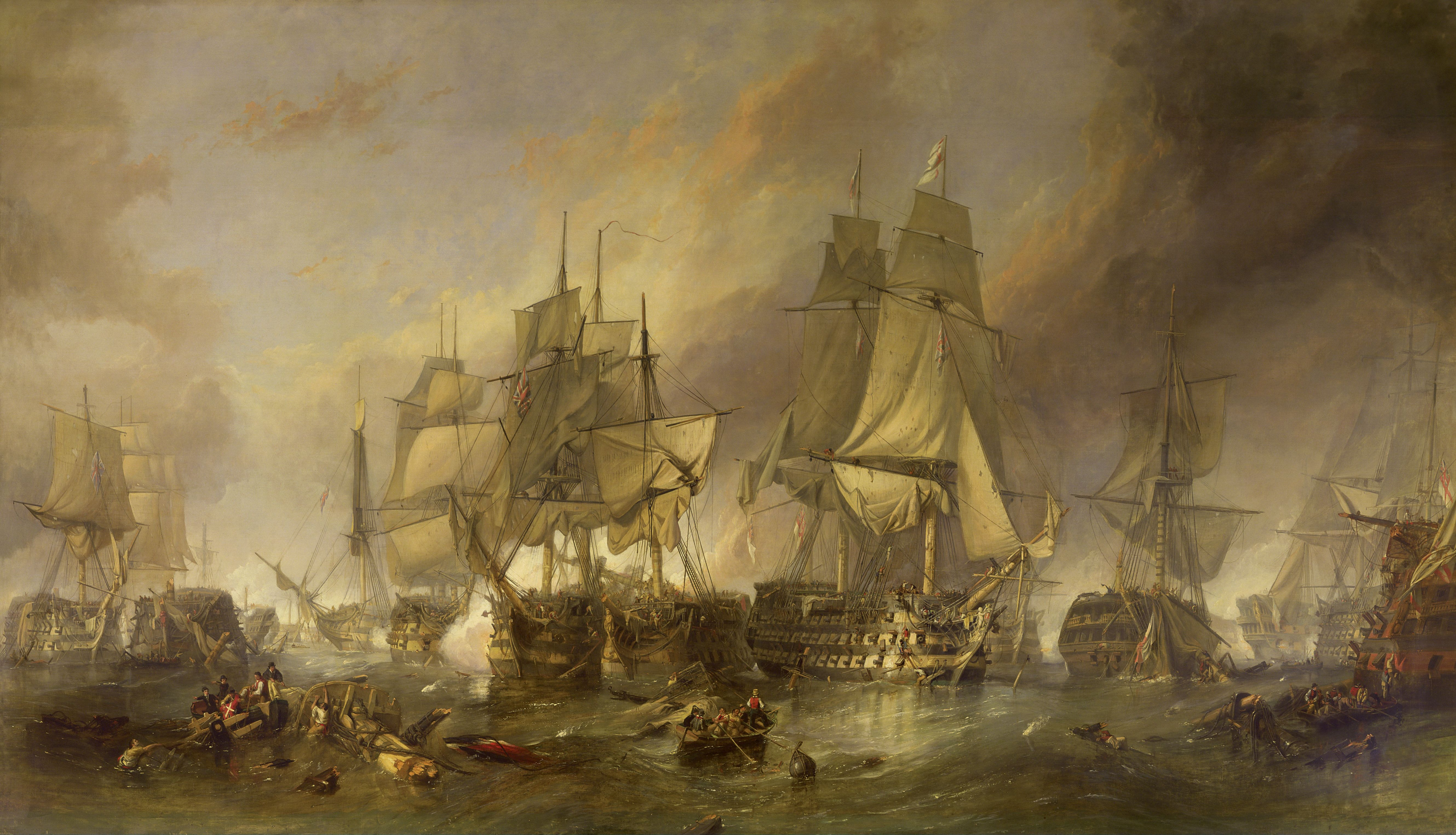
"bataille de Trafalgar" par Clarkson Stanfield

Nommé 'Capitan general' des armées navales espagnoles, alliées à l'Empire Français, il est impliqué dans le vaste mouvement stratégique des flottes de Napoléon, destiné à affaiblir la Royal Navy au large des côtes de la Manche et du Golfe de Gascogne. Il s'agit d'attirer un maximum d'escadres ennemies en mer des Caraïbes et notamment celle du très redouté Nelson, en reprenant des îles déjà conquises en menaçant la Jamaïque, et de rallier la Manche aussitôt pour créer une concentration des flottes coalisées permettant à l'armée du camp de Boulogne de franchir le Pas de Calais. Il commande alors une escadre de six vaisseaux qui quitte Cadix et traverse l'Atlantique dans le sillage de la flotte de Villeneuve.  Désormais forte de vingt vaisseaux et 7 frégates en mer des Antilles, la flotte coalisée y attend l'amiral Nelson, pour mettre cap sur l'Europe et le Golfe de Gascogne. Le 21 juillet 1805 cette flotte franco-espagnole se heurte à celle du contre amiral Calder au large du cap Finisterre. L'escadre espagnole est placée en tête de file de la flotte alliée. Plus entreprenant et combattif que Villeneuve, malgré de gros dégâts infligés à l'ennemi, Gravina ne peut empêcher la perte de deux vaisseaux espagnols à cette bataille dite Combat des quinze-vingt. Pas davantage il ne peut éviter avec le renoncement de Villeneuve au Ferrol qui signe l'échec de la campagne de diversion, puis le retour à Cadix. Fin octobre, il ne parvient pas plus à faire renoncer celui-ci à sa sortie suicidaire de la rade de Cadix alors que Nelson croise au petit large avec une formidable flotte rassemblée et galvanisée pour anéantir la flotte impériale coalisée, mais il définit avec l'amiral français une stratégie de sauvegarde destinée à contrer Nelson dans sa probable tactique de rupture de ligne.

## Une fin tragique et héroïque, comme la flotte de Castille, celle d'un Grand d'Espagne
Durant la bataille de Trafalgar, à bord du Prince-des-Asturies puissant trois ponts de 112 canons, il commande l'escadre de soutien, celle destinée donc à assurer un surnombre de vaisseaux de la flotte coalisée en cas de coupure de la ligne par les escadres de Nelson. Hélas cette stratégie, du fait du caractère hétéroclite de la flotte, de la forte houle, du vent capricieux et d'un virement de bord lof pour lof juste avant la canonnade, se révèle rapidement inapplicable tant la ligne de bataille de la flotte principale est discontinue. L'escadre de soutien en est réduite à colmater les brèches là où elle le peut. Se retrouvant à l'arrière garde, son navire, le plus imposant à cet endroit, est alors la cible de jusqu'à six vaisseaux ennemis auxquels il parvient à tenir tête. Grièvement blessé, il parvient à ramener à Cadix une partie de la flotte ayant échappé à l'ennemi, mais décèdera de ses blessures à Cadix le 9 mai 1806.